# Kurt Vogel
Kurt Vogel (Altdorf, Baviera, 30 de setembro de 1888 — Munique, 27 de outubro de 1985) foi um historiador da matemática alemão.

## Vida e obra
Vogel frequentou o ginásio em Ansbach e estudou matemática e física de 1907 a 1911 na Universidade de Erlangen (aluno de Max Noether, Paul Gordan, Erhard Schmidt) e na Universidade de Göttingen (aluno de Felix Klein, David Hilbert, Otto Toeplitz). 
Foi a partir de 1957 membro da Academia Leopoldina. Em 1969 recebeu a Medalha George Sarton.

## Obras
- Vorgriechische Mathematik. 2 Bände (= Mathematische Studienhefte). Schroedel, Hannover; Schöningh, Paderborn 1959.
- Rückschau auf 40 Jahre Mathematikgeschichtsforschung. In: Bernhard Sticker, Friedrich Klemm (Hrsg.): Wege zur Wissenschaftsgeschichte. Wiesbaden 1969.